# Виж
Виж — должностное лицо в Великом княжестве Литовском, судебный чиновник низшего ранга.
Виж выполнял вспомогательные функции в старостинском и воеводском судах. По поручению суда виж осуществлял предварительное следствие, проводил «обдукции» с целью выяснения причинённых потерпевшим физических повреждений и материального ущерба; устанавливал и опрашивал свидетелей; собирал материальные доказательства преступления. В его компетенцию входило взыскание судебного штрафа — вины. В первой половине XVI века виж участвовал в работе копного суда как один из судей.
Вижи назначались старостами или другими представителями местной власти. После литовского сейма 1551 года в Вильно (ныне — Вильнюс) виж — выборная должность, утверждалась на шляхетских сеймиках.